# Plagithmysus perrottetiae
Plagithmysus perrottetiae là một loài bọ cánh cứng trong họ Cerambycidae.